# Joseph Hel
Pierre-Joseph Hel plus connu sous le nom de Joseph Hel, né le 8 février 1842 à Mazirot (Vosges) et mort le 14 mars 1902 à Lille (Nord), est un luthier de la région lilloise ayant exercé au XIXe siècle.

## Biographie
Joseph Hel est le fils de Pierre-Joseph Hel (1809-1883) et d'Anne Françoise Lucas (1810-1869). Il est le cinquième enfant d'une fratrie de sept au sein d'une famille vigneronne. Il se marie une première fois le 14 novembre 1865 à Mirecourt avec Anne Varin (1840-1879), qui meurt quelques années après. Ils n'ont pas d'enfant de ce mariage. Joseph Hel se remarie le 20 août 1879 à Lille avec Marie Salmon (1853-1905), dont il a deux enfants: Louise (1880-1969) et Pierre (1884-1937).
Étant enfant, Joseph Hel garde des moutons dans son village vosgien.

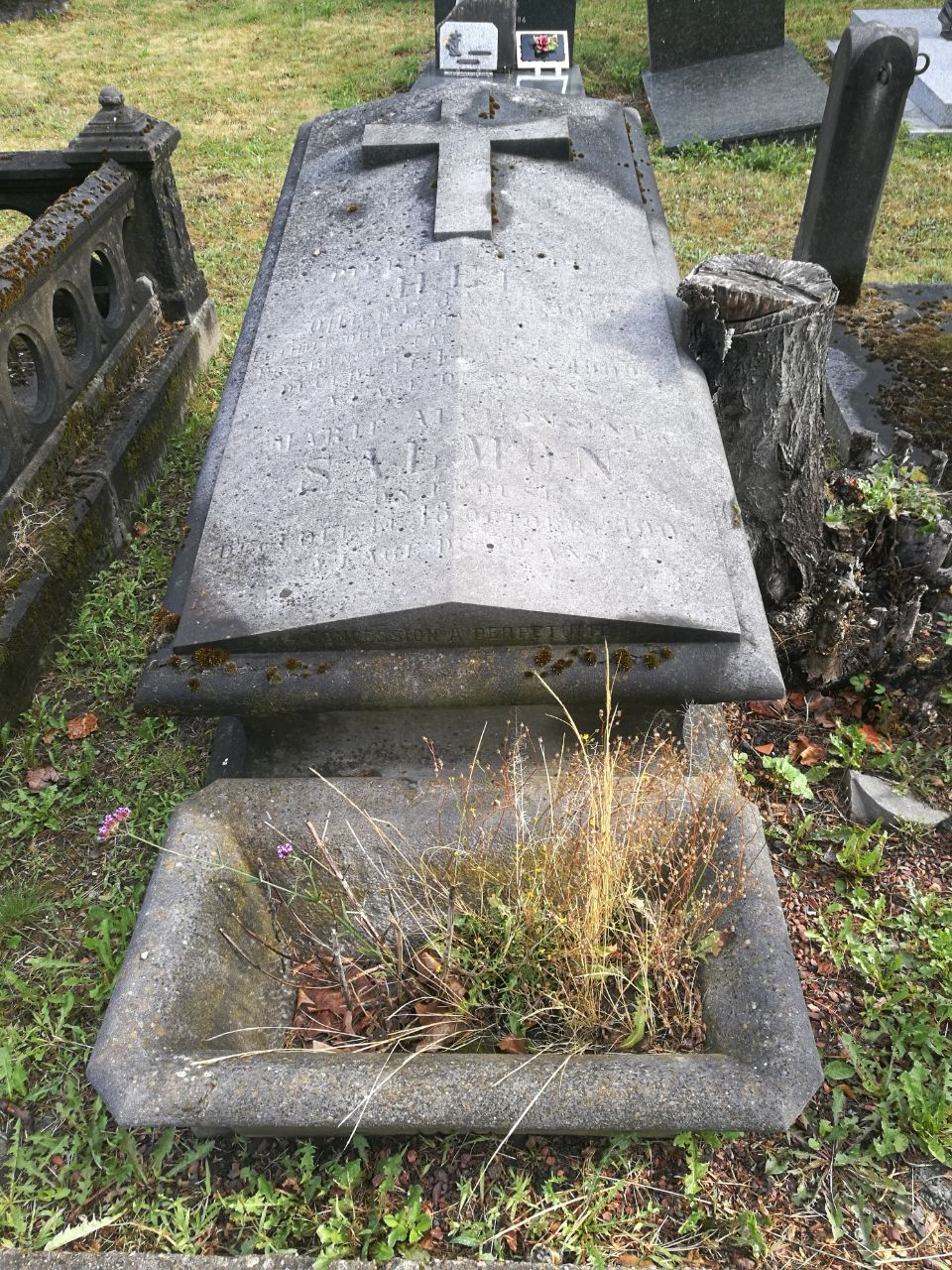
Sépulture de Joseph Hel au Cimetière de l'Est à Lille

Sa sépulture est située au cimetière de l'Est à Lille dans l'allée H10 face à l'allée G9.

### Formation
Joseph Hel débute son apprentissage de la lutherie en 1856 avec François Salzard (1808-1874). Il y apprend durant sept ans la lutherie dans la fameuse capitale de la lutherie, Mirecourt, voisin de son village natal.

### Années d'activité
Après son apprentissage, il se perfectionne en 1861 chez Victor Poirot et Grandjon puis chez Laberte-Humbert, atelier de lutherie fondé en 1780 et tenu par Maurice-Émile Laberte de 1856 à 1898. À partir de 1862, il travaille deux ans à Paris chez Sébastien Vuillaume (1835-1875), neveu de Jean-Baptiste Vuillaume. Finalement, il fait quelques séjours chez E. Henry-J. Martin à Paris puis chez Nicolas Darche à Aix-la-Chapelle avant de retourner une année chez Laberte-Humbert.
Sur les conseils de Jean-Baptiste Vuillaume, il s'installe à Lille à son compte dans son propre atelier dès le 29 novembre 1865 situé successivement 2, rue des Fleurs (1867-1868), 50, rue Esquermoise (1869-1875), 23, rue de la Gare (1876-1881) et 14, Rue Nationale. En 1869, il devient le luthier attitré du conservatoire de Lille.
Il est actif jusqu'à sa mort et influence de nombreux luthiers : Léon Victor Mougenot, Auguste Marissal et Karel Boromäus Dvorak.

### Postérité

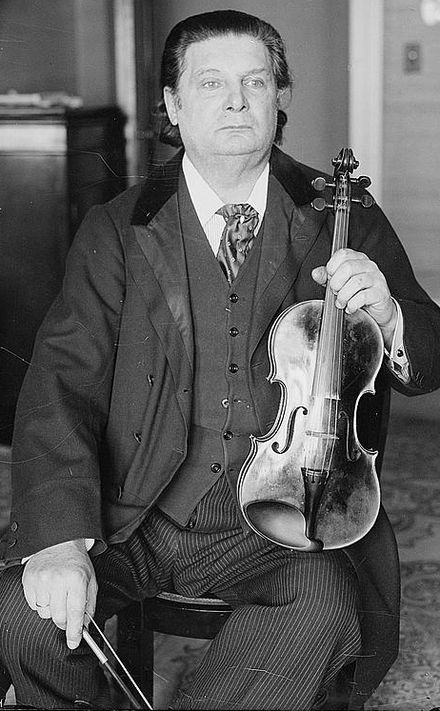
Eugène Ysaÿe possédait un violon Joseph Hel « Ex-Eugène Ysaÿe », 1899
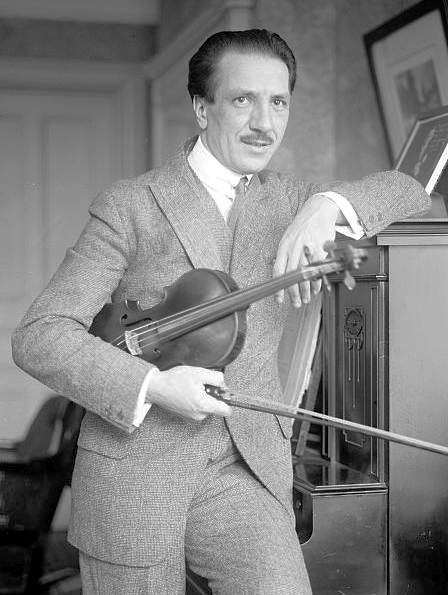
Jacques Thibaud et son violon
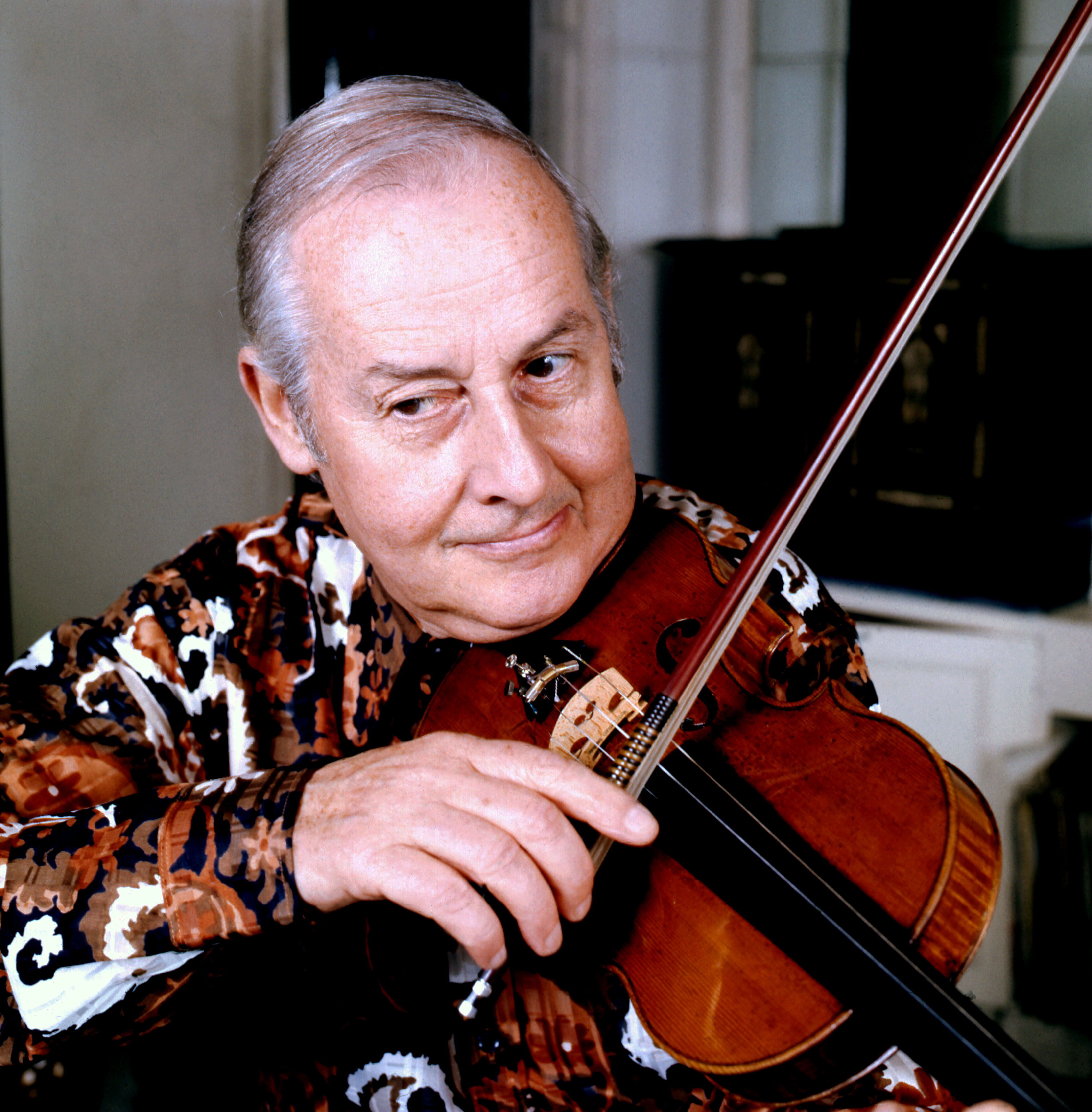
Stéphane Grappelli et son violon Pierre Hel dit le « Grappelli » qui l'obtint en 1929

Son fils, Pierre Hel, lui succéda à sa mort en 1902 à seulement 18 ans en tant que luthier du conservatoire de Lille jusqu'à sa mort en 1937. Pierre Hel fait son apprentissage avec Gustave Bazin. Il remporte des grands prix aux expositions universelles de Saint-Louis en 1904 et de Milan en 1906. Il sera par ailleurs membre du jury à l'exposition universelle de Paris de 1911. Il devient également le luthier du conservatoire royal de La Haye. En 1910, l'atelier change alors d'adresse et déménage au 76, boulevard de la Liberté. Il fut proche de plusieurs violonistes fort reconnus à l'époque tels que Eugène Ysaÿe, Georges Enesco, Jacques Thibaud ou encore Stéphane Grapelli. Il fabriqua des instruments du quatuor (violon, alto et violoncelle) et donc pas de contrebasse.
Après la mort de Pierre Hel, l'atelier continue d'exister grâce à sa veuve et à son fidèle collaborateur Marcel Demey jusqu'en 1943. Ce dernier s'installera à son compte cette année-là, ce qui marquera définitivement la fermeture de l'atelier Hel.
Son arrière petit-fils, Arnaud Louvois-Hel, est devenu également luthier sur le tard et a côtoyé son grand-père, Pierre Hel, dans ses dernières années d'activité.
Une exposition eue lieu au Musée de l'Hospice Comtesse à Lille entre le 2 décembre 1989 et le 2 avril 1990 pour célébrer le centenaire de l'exposition universelle de Paris de 1889. Durant celle-ci, la "collection Hel" fut exposée et présenta de nombreux objets et photos ayant appartenu ou montrant Joseph Hel et sa famille.
Plusieurs formations de musique de chambre jouant sur ses instruments lui rendent hommage : l'ensemble Joseph Hel ou encore le trio Joseph Hel.

## Œuvres

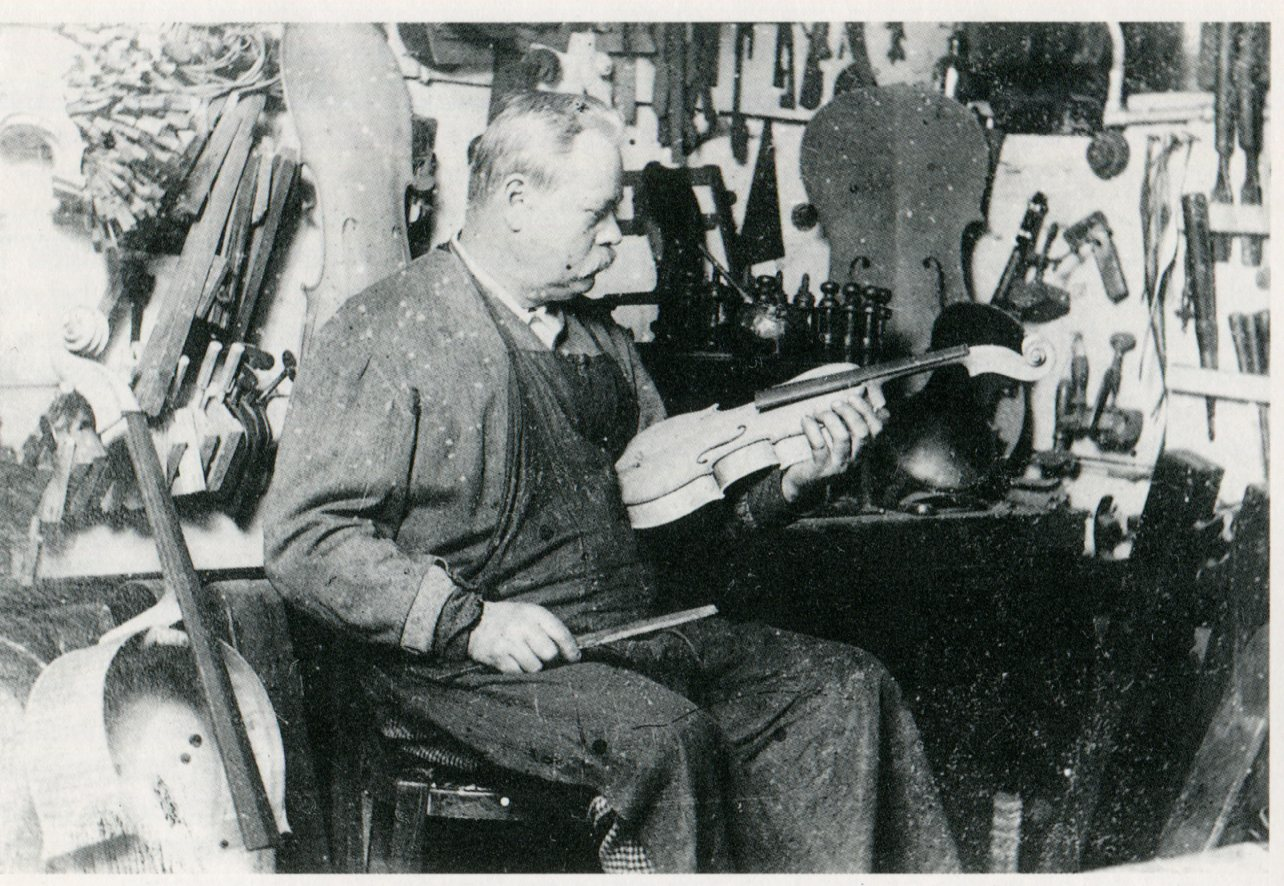
Joseph Hel dans son atelier, photo exposée au Musée de l'Hospice Comtesse à Lille entre le 2 décembre 1989 et le 2 avril 1990, pour le centenaire de l'exposition universelle de Paris de 1889

Il est à l'origine d'un système de pique pour le violoncelle datant de 1878.
Il a inventé un système de chevilles sans changement esthétique de la forme de la tête de l'instrument qui permet d’accorder sans secousses et évite les cordes de se dérouler. Cela rend l'accordage plus simple, fixe et juste. Il déposa un brevet pour cette invention le 6 juillet 1886.
Il définit également des standards adoptés par de nombreux luthiers français par la suite. Sur les conseils des musiciens du conservatoire de Lille, avec qui il travaille en proximité, il améliore sa technique de séchage du bois.

Antoine Vidal écrit en 1889 :
« Les instruments de M. Hel sont tous faits de sa main et attestent un ouvrier de premier ordre ; beaux patrons, main-d’œuvre soignée, vernis à l’huile. Excellente sonorité obtenue à l’aide d’un procédé spécial pour vieillir les bois en leur enlevant les principes nuisibles à l’émission du son, sans feu ni acides. »
Il copia de préférence les maîtres luthiers italiens (Amati, Stradivarius, Guarnerius et Maggini). Il est à l'origine de plus de 750 instruments du quintette (violons, altos, violoncelles et contrebasses), numérotés et comportant des timbres ou signatures, parfois cachés. Il restaurait également des instruments anciens.
Par ailleurs, Joseph Hel était ambidextre et creusait les ouïes (en « f ») avec sa main gauche.

## Médailles et récompenses

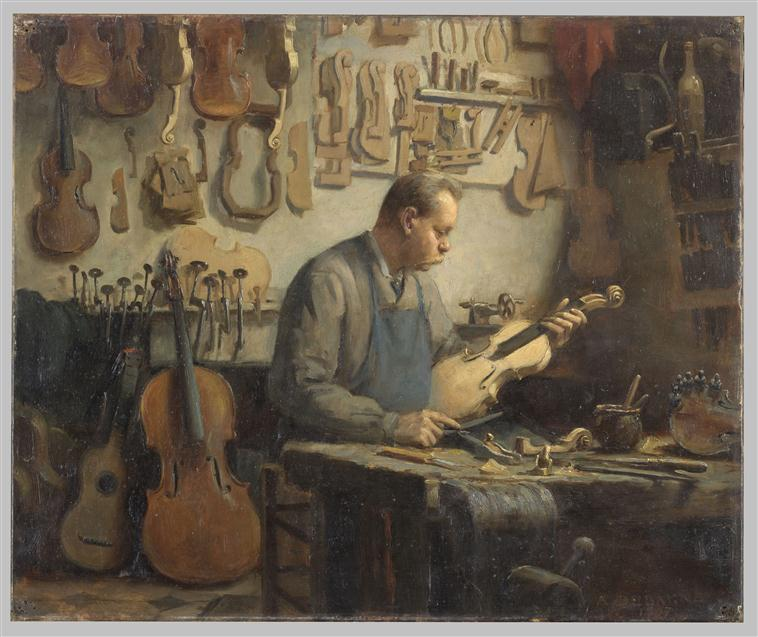
« Joseph Hel, luthier » par Alphonse-Jules Debaene (1854-1928), Dépôt du Palais des Beaux-Arts de Lille

Il gagne une renommée internationale en participant à plusieurs expositions universelles. Il remporte notamment le grand prix de l'exposition universelle de Paris de 1900.
Il fut membre du jury à quatre reprises lors de différentes expositions de (Monaco en 1893, Bordeaux en 1895, Rouen en 1896 et Rennes en 1897) et fut donc hors concours pour ces dernières.
- Médaille d’or à l'Exposition de Lille, 1882[4]
- Diplôme d’honneur à l'Exposition de Saint-Omer, 1884[4]
- Médaille d'or à l'Exposition d'Anvers, 1885[6]
- Grande médaille d’or à l'Exposition de Liverpool, 1886[4]
- Médaille d'or à l'Exposition universelle de Paris, 1889[6]
- Diplôme d'honneur à l'Exposition universelle de Bruxelles, 1897
- Grand prix de l'Exposition universelle de Paris, 1900[6]

## Décorations
- Chevalier de l'ordre des Palmes académiques